# Pouxeux
Pouxeux là một xã, nằm ở tỉnh Vosges trong vùng Grand Est của Pháp. Xã này có diện tích 14,36 km², dân số năm 1999 là 1857 người. Xã này nằm ở khu vực có độ cao trung bình 377 m trên mực nước biển.
Dân địa phương tiếng Pháp gọi là Pexéens.

## Biến động dân số
| 1962                                         | 1968 | 1975 | 1982 | 1990 | 1999 | 2005 |
| -------------------------------------------- | ---- | ---- | ---- | ---- | ---- | ---- |
| 1753                                         | 1768 | 1935 | 1964 | 1836 | 1857 | 1938 |
| Số liệu từ năm 1962: Dân số không tính trùng |      |      |      |      |      |      |